# Bruchidius fasciatus
Bruchidius fasciatus là một loài bọ cánh cứng trong họ Bruchidae. Loài này được Olivier miêu tả khoa học năm 1795.